# Aleksandra meklemburska
Aleksandra z Meklemburgii-Schwerin, duń. Alexandrine af Mecklenburg-Schwerin (ur. 24 grudnia 1879 w Schwerinie, zm. 28 grudnia 1952 w Hellerup k. Kopenhagi) – królowa Danii.
Jej rodzicami byli wielki książę Meklemburgii-Schwerin Fryderyk Franciszek III oraz wielka księżna Anastazja Michajłowna Romanowa. Aleksandra była prawnuczką cara Rosji Mikołaja I. Jej młodszą siostrą była Cecylia z Meklemburgii-Schwerin, żona następcy tronu Prus Wilhelma Hohenzollerna.
Często przebywała w Cannes, gdzie też poznała duńskiego następcę tronu Chrystiana, którego poślubiła 26 kwietnia 1898 w willi Wenden w Cannes. 14 maja 1912 wraz z Christianem wstąpiła na tron duński. Para miała dwóch synów:
- Fryderyka IX (1899–1972), króla Danii
- Kanuta (1900–1976)

Królowa Aleksandra nie przejawiała zainteresowania polityką i preferowała raczej rozkosze domowego zacisza niż aktywność na scenie publicznej. Interesowała się również muzyką. Nie uchylała się jednak całkowicie od uczestnictwa w życiu publicznym będąc protektorką różnych organizacji dobroczynnych, nie zabiegała jednak o popularność. Spoczęła u boku męża, króla Chrystiana X, w katedrze w Roskilde.